# 陳克明

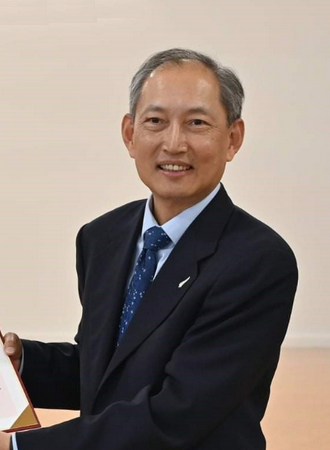
2020年攝於紐西蘭惠灵顿

陳克明，中華民國外交官、政府官員。

## 學歷
- 國立臺灣大學商學系學士
- 外交部外交領事人員講習所訓練
- 外交部派赴里茲大學進修（1988年12月－1989年12月）

## 經歷
- 外交部新聞文化司薦任科員（1988年1月－1988年12月）
- 外交部北美司薦任科員（1989年12月－1991年7月）
- 駐休士頓臺北經濟文化辦事處副領事、領事（1991年7月－1997年7月）
- 外交部北美司秘書回部辦事（1997年8月－1998年12月）
- 外交部國會聯絡組聯繫小組組長（1998年12月－1999年5月）
- 外交部長辦公室薦任秘書（1999年5月－2000年6月）
- 駐美國臺北經濟文化代表處一等秘書、簡任一等秘書（代表辦公室）（2000年6月－2007年1月）
- 外交部研究設計會簡任秘書回部辦事、專門委員、執行秘書（2007年1月－2009年4月）
- 駐加拿大台北經濟文化代表處政治參事、副代表（2009年4月－2015年8月）
- 經濟部經貿談判代表辦公室副總談判代表（2015年9月－2016年9月）
- 行政院經貿談判辦公室資深談判代表（2016年9月－2017年2月）
- 外交部研究設計會主任（2017年3月－2018年3月）
- 駐紐西蘭臺北經濟文化辦事處大使銜代表（2018年3月－2023年1月）

| 中華民國政府職務 | 中華民國政府職務                                  | 中華民國政府職務 |
| ---------------- | ------------------------------------------------- | ---------------- |
| 前任： 介文汲    | 中華民國駐紐西蘭代表 2018年3月－2023年1月         | 繼任： 歐江安    |
| 前任： 介文汲    | 中華民國外交部研究設計會主任 2017年3月－2018年3月 | 繼任： 谷瑞生    |